# Yolo megye
Yolo megye az Amerikai Egyesült Államokban, azon belül Kalifornia államban található. Megyeszékhelye Woodland. Lakosainak száma 216 403 fő (2020. április 1.). Yolo megye Colusa, Sutter, Sacramento, Solano, Napa és Lake megyékkel határos.

## Népesség
A megye népességének változása:
| Lakosok száma | 201 136 | 202 080 | 203 838 | 204 593 | 213 016 | 220 500 | 216 403 |
|               | 2010    | 2011    | 2012    | 2013    | 2015    | 2019    | 2020    |